# 覚応寺 (館林市)
覚応寺（かくおうじ）は、群馬県館林市にある真宗大谷派の寺院。
住職　　佐々木昌信（第１８世）

## 歴史
創建年代は不明であるが、林通によって開山された。林通は鎌倉幕府御家人佐々木盛綱の末裔で、父の祐宝の時に越前国（現・福井県）から関東地方に移住した。林通は関東各地を巡錫し、上野国邑楽郡羽附村（現・群馬県館林市羽附町）に「願成寺」という寺を創建した。これが当寺の起源である。
寛文・延宝年間（1661年 - 1681年）、館林藩城代家老金田正勝が林易（林通の孫）に帰依していたこともあり、正勝の協力で現在地に移転整備され、その際に「覚応寺」に改称した。そして正勝は藩主の徳川綱吉（後の江戸幕府第5代将軍）に頼み込んで、30石石の寺領が当寺に与えられている。
境内には、浮世絵師の北尾重光の墓がある。

## 文化財
- 浮世絵師北尾重光の墓（館林市指定史跡 昭和62年8月7日指定）[3]

## 交通アクセス
- 館林駅より徒歩3分。